# Thripomorpha matilei
Thripomorpha matilei är en tvåvingeart som beskrevs av Haenni 2006. Thripomorpha matilei ingår i släktet Thripomorpha och familjen dyngmyggor. Inga underarter finns listade i Catalogue of Life.